# Ludowa Republika Hesji
Ludowa Republika Hesji (niem. Volksstaat Hessen) – historyczny kraj związkowy Niemiec, ze stolicą w Darmstadt.
Powstał po zakończeniu I wojny światowej, z ziem Wielkiego Księstwa Hesji. Istniał w ramach Republiki Weimarskiej i III Rzeszy, aż do roku 1945.
W latach 1919–1930, na podstawie traktatu wersalskiego, większość jego terytorium była okupowana przez wojska francuskie.
Obecnie tereny Ludowej Republiki Hesji wchodzą w skład Hesji i Nadrenii-Palatynatu.

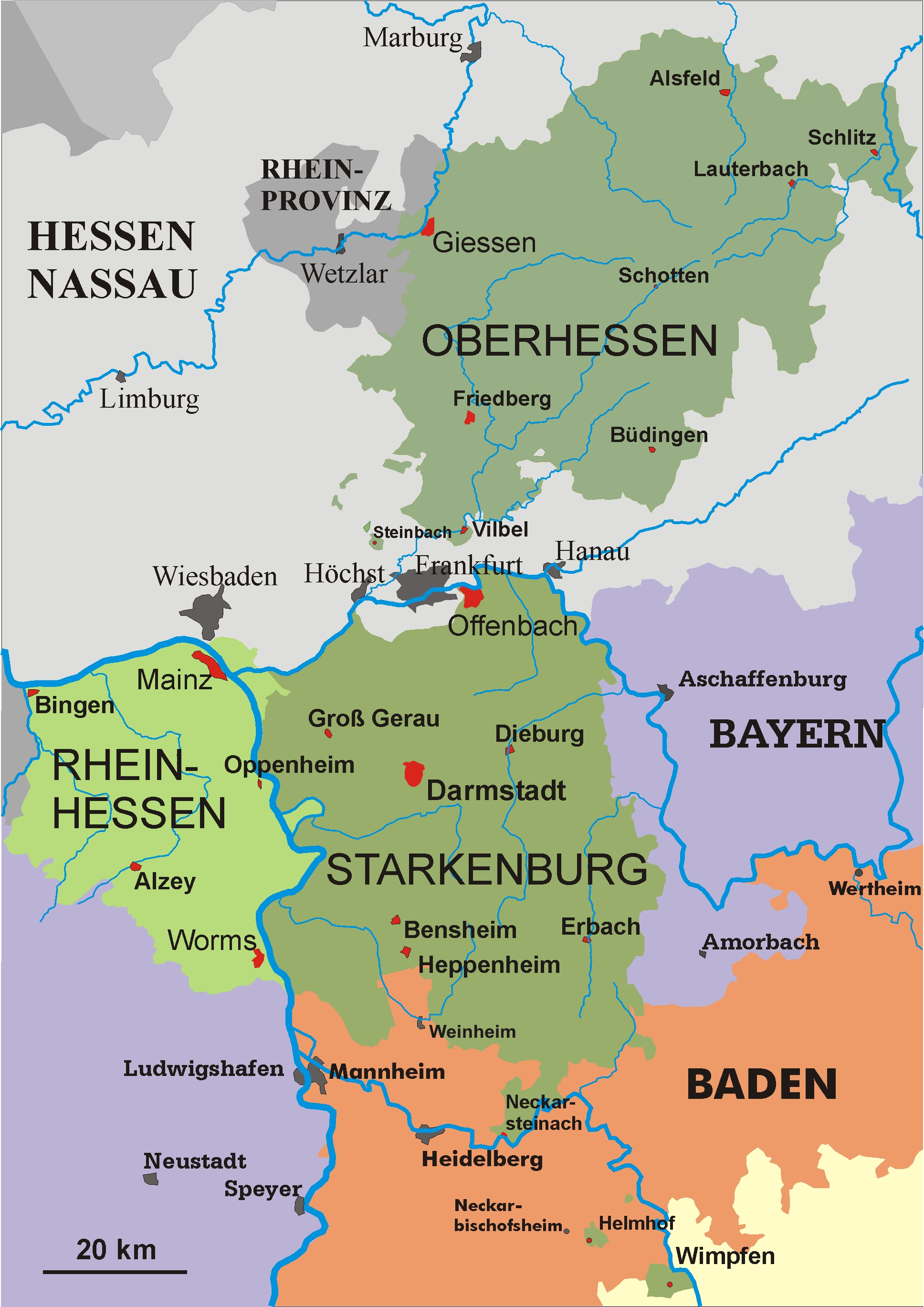